# Dendropsophus rhodopeplus
Dendropsophus rhodopeplus es una especie de anfibios de la familia Hylidae.
Habita en Bolivia, Brasil, Colombia, Ecuador y Perú.
Sus hábitats naturales incluyen bosques tropicales o subtropicales secos y a baja altitud, montanos secos, pantanos y marismas de agua dulce.